# Феофан (Александров)
Архімандрит Феофан (в миру Федір Александров; 17 квітня 1785, село Городище, Каширський повіт, Тульська губернія — 23 жовтня 1852, Калязін) — професор Чернігівської духовної семінарії, професор богослов'я Казанського університету. Духовний композитор. Походженням із Тверської Карелії. Певний час був насельником Ніжинського Назарет-Богородицького монастиря.

## Життєпис
Народився в сім'ї дячка. Освіту отримав у Троїцько-Сергіївій та Віфанської семінаріях; в останній, завдяки українському ректорату, особлива увага приділялася постановці церковного співу, було навчання гри на скрипці та гуслях.
1807 — призначений вчителем латинської мови у нижчому класі Троїцько-Сергієвій семінарії та регентом лаврського хору.
1809 — призначений вчителем вищого класу в Олександро-Невському духовному училищі (Санкт-Петербург) латинської та грецької мови, свящ. історії, катехізису та церковному співу. В Армійській семінарії викладав риторику, грецьку мову та вище красномовство, у Санкт-Петербурзькій академії був помічником бібліотекаря.
1812 — призначений на посаду Олександро-Невського училища, інспектором та викладачем філософських наук Санкт-Петербурзької духовної семінарії.
У серпні того ж року пострижений в чернецтво з іменем Феофан, отримав сан архімандрита Сковородського Михайлівського монастиря Новгородської єпархії.
1814 — призначений ректором та професором богословських наук у Ярославській духовній семінарії та настоятелем ростовського Борисоглібського монастиря.
1816 — переведений до Домницького Різдво-Богородицького монастиря Чернігівської єпархії, за 4 місяці призначений професором Чернігівської духовної семінарії.

### Переїзд до Татарстану
1817 — переведений до казанського Спасо-Преображенського Казанського монастиря, через місяць призначений ректором та професором старої Казанської духовної академії у Татарстані. 1818 ця академія перетворена у духовну семінарію.
14 грудня 1819 — був призначений професором богослов'я у Казанському університеті, де читав лекції за власними записками, перекладеними на російську.
У Ярославлі та Казані був головою «Російського біблійного товариства».
Був членом казанської духовної консисторії, членом казанського цензурного комітету.
1832 — призначений настоятелем московського Донського монастиря, членом московської синодальної контори та благочинним ставропігіальних монастирів.
1850 — переміщений до Ніжинського Назарет-Богородицького монастиря Чернігівської єпархії, у кінці того ж року (21 грудня) — до Калязіна Макарієвого Троїцького монастиря, де і помер 23 жовтня 1852.

## Музика
Співав, обирав півчих, керував хором на співках, багато співав solo та грав на гуслях.
Через якісь неузгодження з опікуном навчального округу Магницьким змушений у 1823 залишити університет.
Значні статки монастиря дали можливість Феофану займатися церковно-співочою справою, створити професійний хор.
Був членом Комітету для влаштування церковного співу, але конфліктував з директором Санкт-Петербурзької придворної капели Алєксєєм Львовим, який про його музичні твори відгукувався: «псує нотний папір, думаючи, що він єдиний у світі творець церковного співу».
У рукописах відомі 8 томів його партитур: всенощне, літургія, великопісні співи, Страстна седмиця, Великодні співи, співи всіх двонадесятих свят, свят Покрови Пресв. Богородиці та св.. апостолів Петра і Павла, також особові співи — при похованнях, на акафістах, «Під Твою милість», «Вгамуй хвороби» та ін..
У друкованому вигляді його творів не було.

## Твори
Із його проповідей видані друком наступні: «Слово у Великий Пяток», «На день восшествия на престол императора Александра І», «Собрание поучительных слов на Господские и Богородичные праздники и некоторые высокоторжественные дни» (2 кн., М., 1841), «Собрание поучительных слов на воскресные дни» (М., 1849) и «Слово 18 сентября 1827 г. по случаю Высочайшей милости Казанским купеческому и мещанскому обществам» (M., 1828).